# 全國教師工會總聯合會
全國教師工會總聯合會簡稱全教總，成立於2011年7月11日，為中華民國教師依據《中華民國工會法》而成立的職業團體，首任理事長為劉欽旭，會員為臺灣各縣市教師職業工會或是教育產業工會。

## 概況

### 成立背景
1995年8月9日，總統令公布《教師法》，教師可以組織教師會，但是仍然無法組織教師工會。
2010年6月1日，在中華民國全國教師會等團體歷經十多年的遊說後，立法院三讀通過《工會法》修正案。《工會法》、《團體協約法》、《勞資爭議處理法》於2011年五一勞動節同步生效，教師不得組織工會的禁令終告解除。新法正式生效後，在原有教師會組織架構下，各地教師紛紛展開籌組教師工會。許多縣市的教師職業工會、教育產業工會都在2011年5月1日成立，各地教師工會在2011年7月11日成立全國教師工會總聯合會。

### 現況
全國教師工會總聯合會現任理事長為侯俊良，計有21個會員工會，總會員約85,000人，成員含括高等教育、中小學、幼兒園的公私立學校教育人員。
2013年，全國教師會「Super教師獎」移交全國教師工會總聯合會繼續辦理。

## 理念與主張

### 教育公共化
自成立以來，全國教師工會總聯合會積極與反對教育商品化的學生團體合作，宣傳教育公共化。該工會同時反對教育市場化、教育商品化，認為教育領域應全面退出自由經濟示範區草案，否則會變相鼓勵開設國際文憑公司、促進教育階級化。
而在學費問題上，據該會新聞稿，該會認為：「高等教育不僅是人民教育權的一環，更是國家發展的重要環節，國家本來就有義務提供一般人民都可以唸得起、不用借貸的高教制度。但我國的大學學費和一般人民或家庭收入相比，已屬偏高，造成多數學生入學就開始借貸、畢業就要還債。」

### 年金改革
全國教師工會總聯合會自成立起，便關心年金、政府財政問題，並呼籲各政黨應正視退撫基金的虧損風險。該工會在2013年5月25日發起「525打掉爛案、導正改革」行動，號召數萬人上街遊行；該工會理事長劉欽旭稱，當時馬英九政府所推出的版本嚴重違反「財務健全、社會公平、世代包容、務實穩健」等改革初衷，實難以改革者自居。
2016年，蔡英文政府再次啟動年金改革，全國教師工會總聯合會再次提出退撫基金已瀕臨休克、死當的現況，認為年金改革應重回社會對話、尋求社會共識，且不能重蹈過去「肥高官、瘦小吏」覆轍，並質疑李來希主張以「實質所得」計算替代率之方案恐會坐實「肥高官、瘦小吏」之譏。
2017年3月24日，全國教師工會總聯合會發布聲明批評，行政院新聞傳播處製作「不公義年金一定要改」電子文宣並要求教育部國民及學前教育署轉發各級學校宣傳，是用「階級鬥爭文宣」推動年金改革，撕裂社會、加速職業別對立；就算現行年金制度有何不公義，也是歷屆政府的「傑作」，與基層公教人員無關。該工會理事長張旭政說，從蔡英文政府啟動年金改革以來，坊間流傳許多刻意扭曲、抹黑公部門受僱者的文宣；但聲稱要推動世代共榮、年金改革的蔡英文政府，不但無力澄清這些抹黑文宣，反而加入醜化公部門受僱者，以「不公義年金」文宣暗指軍公教不公義；如果覺得馬英九政府做不好，總統蔡英文就該代表國家先向軍公教道歉才對。張旭政說，民主進步黨已經取得政權，卻還是以政黨鬥爭的心態處理國家大政，很不夠大器，非常小鼻子小眼睛；如果取得政權就把國家已經承諾的事撇得一乾二淨，例如新政府拒絕支付舊政府國家賠償案件賠償金，這會天下大亂；現今軍公教依法領取的年金是國家機器和立法院通過的，民進黨也是國家機器的一部分，請民進黨別忘了自己是靠選舉而不是靠革命取得政權。
在《公立學校教職員退休資遣撫卹條例》修法期間，全教總主張應保留年資補償金，要求已退、在職標準一致，並對朝野進行遊說。 2019年6月30日公教年資補償金即將到期，全教總於2019年5月31日召開記者會，揭露朝野立委針對補償金回復的提案共有12案，其中民進黨立委提出者有4案，參與連署者共有48位，加上公開表示支持回復補償金者6位，民進黨68位立委，就有高達八成的54位立委支持回復補償金。2019年6月10日，全教總再次召開記者會，國民黨有4位立委到場表達支持，全教總呼籲立法院臨時會應盡速通過提案。至立法院第九屆立委任期結束，此提案並未通過。2020年3月，國民黨立法委員林奕華重啟該提案。

### 勞工權益
在2016年6月一例一休爭議爆發後，全國教師工會總聯合會副秘書長羅德水說，台灣勞工的工時已是「世界第三高」，如換算為競爭力，台灣競爭力應該要數一數二，現實卻是「過勞、低薪、血汗」，勞工休假爭議是落實「幸福經濟」的契機。羅德水譴責，資本家無視台灣過勞與低薪的現象，也不願意以具體作為改善勞工勞動條件，而是持續以低薪、過勞換取獨厚資本家的所謂經濟成長。

### 學生權益
對於學權，該工會於2014年秋鬥提出：
- 落實校園民主，拒絕發展謊言，學生進入校園決策！
- 反高學費，課徵資本利得以擴大教育經費。
- 正視兼任助理、實習生為勞動者，確認僱傭關係，落實勞動保障。

等三項主張，保障學生在學過程中得以參與學校決策，避免受制度剝削。

### 推廣本土農業
該工會同時也關心本土農業在貿易自由化下的困境，2011年起和社會企業喜願共合國合作，推動台灣本土雜糧種植，並希望透過食物教育進一步深化教育與土地、農業、環境的連結。